# 再見，吾愛
《再見，吾愛》（英語：Farewell, My Lovely）是雷蒙·錢德勒第二部以洛杉磯私家偵探馬羅（Philip Marlowe）為主角的小說。寫於《大眠》(The Big Sleep)之後，卻是最先被搬上大螢幕的馬羅故事。
1942年電影《烈鷹接管》引用了《再見，吾愛》小說情節。1944年電影《謀殺，我的甜心》即以小說為藍本，該片在英國上映時，片名恢復和小說《再見，吾愛》同名。三十年後的1975年，《再見，吾愛》三度拍攝成電影，羅伯特·米徹姆飾演馬羅這位私家偵探硬漢。